# Komorze Przybysławskie
Komorze Przybysławskie (dawn. Komorze pod Żerkowem) – wieś w Polsce położona w województwie wielkopolskim, w powiecie jarocińskim, w gminie Żerków.
W latach 1975–1998 miejscowość administracyjnie należała do województwa kaliskiego.
Komorze Przybysławskie na kartach historii pojawiło się w roku 1331. W Komorzu przebywał wówczas młody Kazimierz zwany później Wielkim.
W komorskim parku znajduje się pałac, w którym w 1831 roku przebywał Adam Mickiewicz, skąd wybierał się do ogarniętego powstaniem listopadowym Królestwa Polskiego.
Przez Komorze Przybysławskie, wzdłuż rzeki Prosny przechodziła granica Królestwa Polskiego. 
Zobacz też: Komorze, Komorze Nowomiejskie, Komorzewo